# 阿西斯沙特奥布里延德
阿西斯沙特奥布里延德是巴西巴拉那州的一个市镇。总面积969.588平方公里，总人口33077人，人口密度34.1人/平方公里。